# William Sims

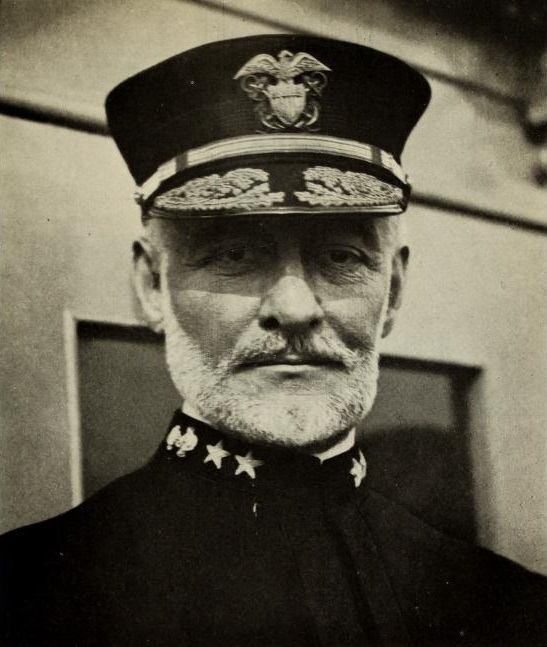
William Sims

William Sowden Sims (Port Hope (Ontario) (Canada),  15 oktober 1858 -  Boston (Massachusetts), 25 september 1936) was een prominente Amerikaanse hervormer in scheepsartillerie en verbeteringen aan torpedobootjagers. Sims werd toegelaten tot de Naval Academy van Pennsylvania in 1870 en was afgestudeerd in 1880. Na zeventien jaren dienst op zee, werd hij vervolgens benoemd tot Marine-Attaché in Parijs, Sint-Petersburg en Madrid.
Sims volgende diensttaak was als Inspector of Target Practice en onder zijn leiding, werd het scheepsgeschut-systeem verbeterd, de snelheid van treffers naar 100% en de algemene vuurdoeltreffendheid naar 500% gebracht. Hij diende alsook als Marine-Adjudant van president Theodore Roosevelt voor twee en een half jaar. Op 11 februari 1917 bekwam Sims de titel als Voorzitter van de Naval War College. In maart 1917 werd hij aangesteld als Secretaris van de Marine, als verantwoordelijke van het Navy Department in Londen.
De ‘Anthony Pollok Memorial Prize’.                                                                                                           De erfgenamen van wijlen Anthony Pollok uit Washington D.C. hebben besloten een prijs ter nagedachtenis aan hem in het leven te roepen, bekend als de ‘Anthony Pollok Memorial Prize’. De heer en mevrouw Anthony Pollok waren passagiers op het stoomschip La Bourgogne en gingen verloren toen dat schip op 4 juli 1899 zonk na een aanvaring met de Cromartyshire bij Sable Island.                                                                                                                       De prijs bestaat uit een schenking van 100.000 frank, die wordt toegekend aan de uitvinder van het beste apparaat voor het redden van levens bij maritieme rampen, en staat open voor universele concurrentie. Dit bedrag is nu in bewaring gegeven bij de American Security and Trust Company uit Washington, D.C., wiens betrouwbaarheid buiten kijf staat, en zal aan de succesvolle concurrent worden uitbetaald zodra een beslissing is genomen door een aangewezen jury en formeel is meegedeeld aan de minister van Buitenlandse Zaken via de commissaris-generaal van de Verenigde Staten naar de internationale tentoonstelling in Parijs in 1900.                                                                                                                                               Het namens de regering van de Verenigde Staten gekozen jurylid is Lieut. William S. Sims, U.S.N., marine-attaché van de ambassade van de Verenigde Staten in Parijs.

## Eerste Wereldoorlog
Met de deelname van de Verenigde Staten in de Eerste Wereldoorlog in april, werd hij waarnemend bevelhebber van alle Amerikaanse torpedojagers, vrachtschepen en reserve-vertegenwoordiger van Britse bases, met de rang van viceadmiraal, en in juni 1917 werd zijn titel omgezet tot Commandant van de United States Naval Forces Operating in de Europese wateren. Op 10 december 1917, had hij nog additionele verplichtingen als Marine-Attaché in Londen, Groot-Brittannië, en Commandant van de U.S. Marinestrijdkrachten in de Europese wateren, gedurende de Eerste Wereldoorlog. Hij ondernam toepassingen aan scheepskonvooien en het versnellen van de bouwconstructies van torpedobootjagers, tot het bestrijden van de onbeperkte onderzeebootoorlog. De mijnversperringen in de Noordzee, was onder zijn directe leiding. Admiraal Sims bekwam weer het Voorzitterschap van het Naval War College in april 1919 en diende in die functie tot zijn opruststelling, op 15 oktober 1922.
Zijn boek die hij had geschreven, het "Victory at Sea", de Anglo-American Marinesamenwerking in de oorlog op zee, gedurende de Eerste Wereldoorlog, won de Pulitzer-prijs in geschiedenis in 1920.

## Vernoeming
De torpedobootjager USS Sims (DD-409) werd naar hem genoemd.